# Hypnos (gud)
För andra betydelser, se Hypnos (olika betydelser)

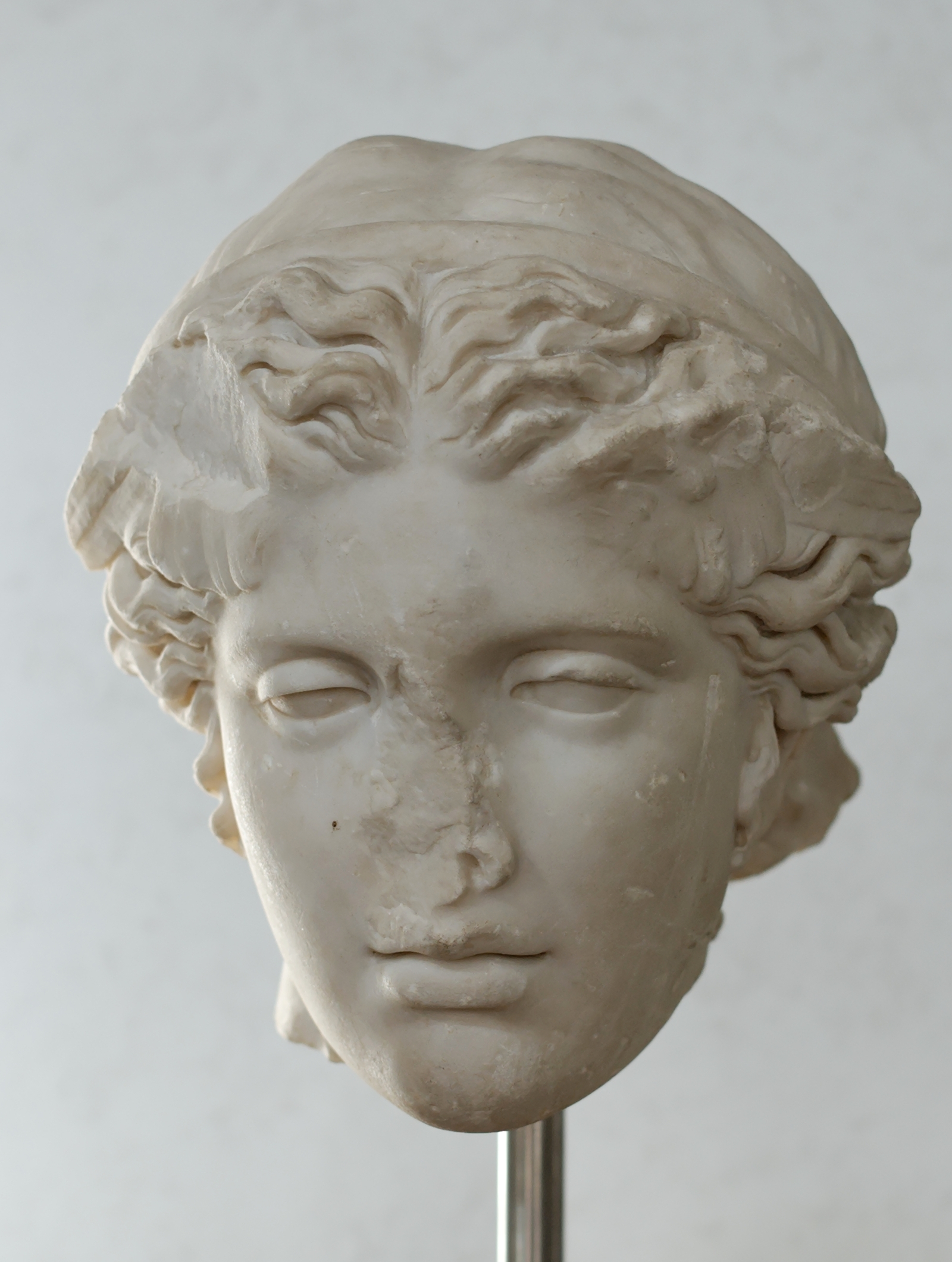
Hypnos. Romersk marmorskulptur från Hadrianus tid (117-138 e.Kr.)

Hypnos var i grekisk mytologi sömnens gud. Han var son till Nyx (Natten) och tvillingbror till Thanatos (Döden). Hypnos hade tre söner: Morfeus (drömmens gud), Fantasos och Fobetor.
Hypnos avbildas oftast inom konsten som en ung, vacker man med vingar på huvudet. Han bor i en mörk grotta omgiven av vallmo under en av Greklands öar. Bredvid denna rinner Lethe, glömskans flod. Hypnos sover själv mycket. Han kan då besöka människorna i deras drömmar. När han gör detta vakar hans äldste son Morfeus över honom. I en variant av Endymion mytologin, så blev Hypnos kär i den unga mannen Endymion så när Endymion sov gjorde Hypnos så att han inte kunde slutna sina ögon så att Hypnos kunde beundra den unga mannens ansikte.